# Reaumuria fruticosa
Reaumuria fruticosa är en tamariskväxtart som beskrevs av Bge. och Pierre Edmond Boissier. Reaumuria fruticosa ingår i släktet Reaumuria och familjen tamariskväxter. Inga underarter finns listade.